# Paul Verhaegh
Paul Verhaegh, född 1 september 1983 i Kronenberg, Limburg, är en nederländsk före detta fotbollsspelare (högerback).

## Klubbkarriär
Verhaegh började sin seniorkarriär i PSV Eindhoven. Det blev inget spel i PSV för Verhaegh, dock spelade han 33 matcher under en utlåning till AGOVV Apeldoorn. Säsongen 2004 valde han att lämna PSV för Den Bosch. Efter säsongen 2004/2005 valde Verhaegh att gå till Vitesse. 
Den 27 maj 2010 skrev Verhaegh på ett tvåårskontrakt med tyska FC Augsburg, efter att ha spelat i Vitesse Arnhem i fyra år. Den 5 juni 2019 värvades Verhaegh av Twente, där han skrev på ett ettårskontrakt. Den 3 juni 2020 meddelade Verhaegh att han avslutade sin fotbollskarriär.

## Landslagskarriär
Verhaegh var en del av Nederländernas trupp som vann U21-EM 2006. Han gjorde sin debut för seniorlandslaget den 15 augusti 2013 i en 1–1-match mot Portugal. Han var uttagen i Nederländernas trupp vid världsmästerskapet i fotboll 2014.